# Giacomo Pes di Villamarina

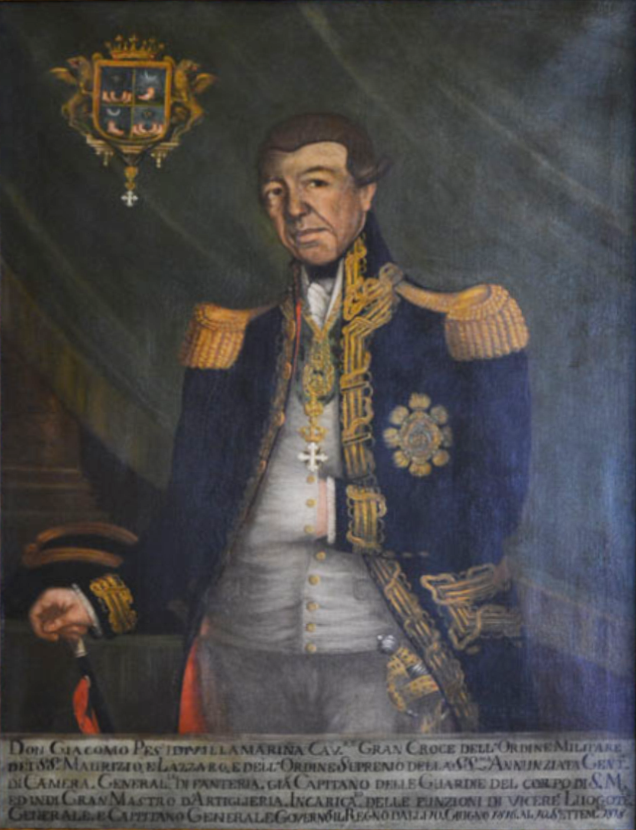
Porträt von Giacomo Pes di Villamarina

Giacomo Francesco Pes di Villamarina (* 22. Mai 1750 in Tempio Pausania; † 25. September 1827 in Cagliari) war ein General und Vizekönig von Sardinien.

## Leben
Giacomo Pes di Villamarina stammte aus einer sardischen Adelsfamilie, die im Lauf der Zeit einige Generale, Senatoren und Minister hervorbrachte. Sein Neffe war der General, Minister und Senator Emanuele Pes di Villamarina. Giacomo Pes begann seine Offizierslaufbahn im Infanterieregiment Sardegna. Am 17. April 1792 zeichnete er sich im Gefecht am Colle del Perus bei Nizza aus. 1796 wurde er Oberst und Kommandeur des Regiments Sardegna, 1799 Brigadier, 1801 Militärkommandant der Stadt Cagliari, 1803 Gouverneur von Sassari, 1806 Generalmajor und Gouverneur von Cagliari, 1807 Generalkapitän des Königreichs Sardinien, Kammerherr des königlichen Hauses und Chef der Leibgardekompanie des Königs, 1810 dann Polizeiminister.
Nach dem Ende der napoleonischen Besetzung der Festlandbesitzungen und der Rückkehr des Königs nach Turin blieb Giacomo Pes di Villamarina von 1814 bis 1816 als stellvertretender Vizekönig und dann bis 1818 als Vizekönig auf Sardinien. Als solcher ließ er in Cagliari einen ersten öffentlichen Park einrichten. Pes di Villamarina wurde 1816 zum Großmeister der Artillerie und 1818 zum Armeegeneral befördert. 1815 erhielt er den Annunziaten-Orden, 1827 das Großkreuz des Ritterordens der Heiligen Mauritius und Lazarus.